# Ana Paula Borgo
Ana Paula Borgo (Bauru, Brasil, 20 de octubre de 1993-Brasil, 11 de mayo de 2023) fue una jugadora de voleibol brasileña que jugaba en la posición de atacante opuesta.

## Carrera

### Club
| Club            | Periodo   |
| --------------- | --------- |
| São Caetano     | 2011–2015 |
| e. c. Pinheiros | 2015–2016 |
| Finasa/Osasco   | 2016–2018 |
| Praia Clube     | 2018–2019 |
| Fluminense VC   | 2019–2020 |
| Kale 1957 Spor  | 2020–2021 |
| Volley Bergamo  | 2021-2022 |
| Barueri VC      | 2022-2023 |

### Selección nacional
Jugó con la selección femenina de voleibol de Brasil con la que ganó el Campeonato Mundial de Voleibol Femenino Sub-23 de 2015 en Turquía y el Campeonato Sudamericano de Voleibol Femenino de 2019 en Perú, además de ser finalista en la Liga de Naciones de Voleibol Femenino de 2019.

## Enfermedad y muerte
En septiembre de 2022 le fue diagnosticado cáncer de estómago, murió el 11 de mayo de 2023.

## Logros

### Club
- Supercopa Brasileña de Voleibol Femenil: 2018

### Selección nacional
- Campeonato Sudamericano de Voleibol Femenino: 2019
- Campeonato Mundial de Voleibol Femenino Sub-23: 2015
- Campeonato Sudamericano de Voleibol Femenino Sub-22: 2014

### Individual
- Mejor atacante opuesta de Campeonato Sudamericano Sub-22 2014.[10]